# Ernie Davis

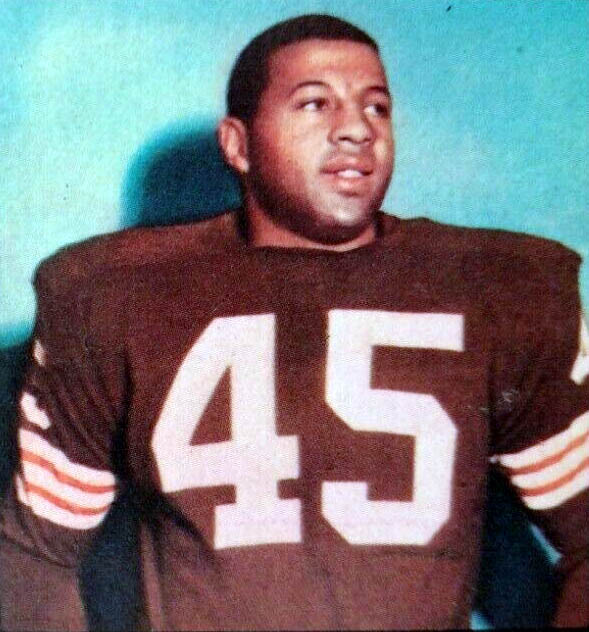
Ernie Davis, jogador de futebol americano

Ernest "Ernie" Davis  (New Salem-Buffington, 14 de dezembro de 1939 - Cleveland, 18 de maio de 1963) foi um jogador de futebol americano que jogava na posição de running back, e o primeiro atleta afro-americano a ganhar o troféu Heisman. Davis jogou pela Universidade de Syracuse, onde foi premiado, em seguida foi escolhido jogador do Cleveland Browns, mas atleta teve um problema de leucemia que o retirou dos campos prematuramente, mas mesmo assim, o numero 45 do Cleaveland foi aposentado em sua homenagem, sua historia foi documentada em um filme chamado The Express.